# ソー・アジェナ

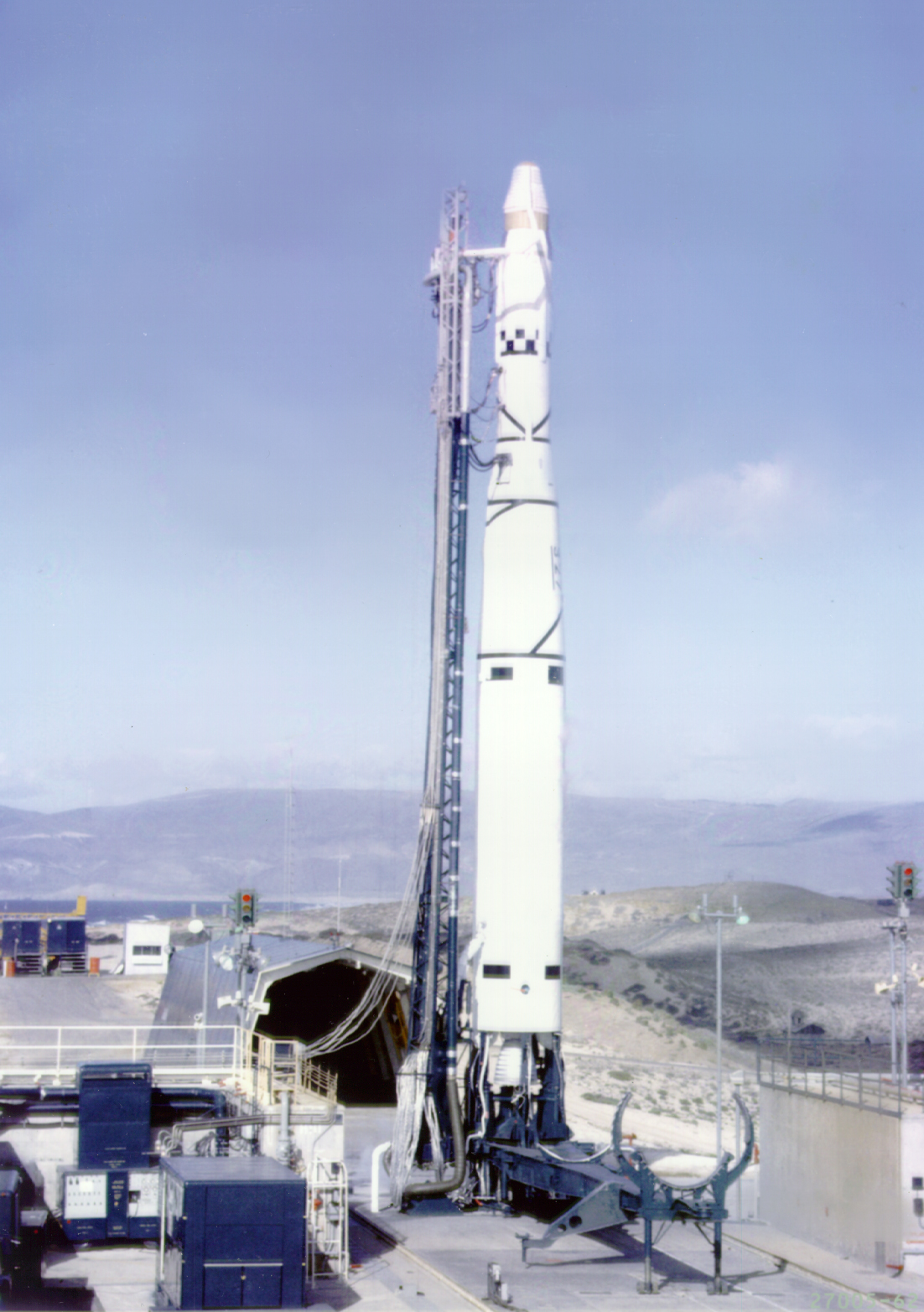
1962年1月13日、発射台上のソー・アジェナとディスカバラー37号

ソー・アジェナ (英語: Thor-Agena) は、ソー（Thor）ロケットシリーズの一群で、アジェナを2段目に使用する。最初の打ち上げの試みは1959年1月に行われた。初めての打ち上げ成功は1959年2月28日のディスカバラー1号である。
「Agena（アゲナ、“アジェナ”は英語式の発音）」はケンタウルス座β星の名前の1つである。

## 用途
1959年6月から1968年1月まで、主としてコロナ計画により秘密裏にアメリカ中央情報局 (CIA) が運用する偵察衛星の打ち上げに使用された。例えば、1962年にはソー・アジェナは24回の打ち上げに使用されたが、現在ではそれが人工衛星監視システムの一部だったことが知られている。
その他、カナダ初の人工衛星であるアルエット1号もソー・アジェナBで打ち上げられた。

## 派生型
ソー・アジェナA
- 1959年1月21日から1960年9月13日まで16回打ち上げ
- コロナ偵察衛星計画で使用されたディスカバラー14号はソー・アジェナAで打ちあげられ、撮影済みのフィルムは1960年8月19日にC-119で回収された。これは人工衛星からフィルムの回収に成功した最初の例であり、また衛星軌道から戻ってきた物体の空中回収に成功した初の例でもある[1]。

ソー・アジェナB
- 最初の成功した打ち上げ：1960年11月12日、ディスカバラー17号
- 最後の打ち上げ：1966年5月15日、ニンバス2号

ソー・アジェナD
- 最初の打ち上げ：1962年6月28日
- 最後の打ち上げ：1968年1月17日